# 十束剣
十束剣（とつかのつるぎ）は、日本神話に登場する剣の総称。「十握剣」「十拳剣」「十掬剣」など様々に表記される。

## 概要
様々な場面で登場していることや、「10束（束は長さの単位で、拳1つ分の幅）の長さの剣」という意味の名前であることから一つの剣の固有の名称ではなく、長剣の一般名詞と考えられ、それぞれ別の剣であるとされる。記紀ではアマテラスとスサノオの誓約の場面などで記述される。ここでは固有名詞の「十束剣」とだけ記述される（古事記では、スサノオが持っていた十拳剣を物実としてアマテラスが口に含みかみ砕き息から3柱の女神（宗像三女神）を産んでいる）。

## 天之尾羽張剣（伊都之尾羽張剣）
最初に登場するのは神産みにおいてイザナギがカグツチを斬る場面である。この剣には、「天之尾羽張」（あめのおはばり）または「伊都之尾羽張」（いつのおはばり）という名前がついている（伊都之尾羽張という名前は、その後タケミカヅチの母神の名として登場する）。その後、黄泉の国から逃げる際に、十拳剣を後手（しりへで）に振って追っ手から逃れている。

## 天羽々斬剣
ヤマタノオロチ退治の時にスサノオが使った十拳剣（別名「天羽々斬（あめのはばきり）」。“羽々”とは“大蛇”の意味）で、ヤマタノオロチの尾の中にあった草薙剣に当たって刃が欠けたとしている。この剣は石上布都魂神社に祭られ崇神天皇の代に石上神宮に遷された。石上神宮ではこの剣を布都斯魂剣と呼び、本殿内陣に奉安され祭られている。

## 大量（神度剣）
葦原中国平定の説話において、アメノワカヒコの葬儀に訪れたアヂスキタカヒコネが怒って十掬剣で喪屋を切り倒している。この剣は正式に「大量」（おおはかり）、亦の名に「神度剣」（かむどのつるぎ）という名前がついている。

## 布都御魂剣（韴霊剣）
葦原中国平定の説話において、タケミカヅチらが大国主の前で十掬剣を海の上に逆さまに刺し、その切先にあぐらをかいて威嚇している。この剣は後に神武東征の場面において神武天皇の手に渡る。そこに、この剣が「佐士布都神」（さじふつのかみ）、「甕布都神」（みかふつのかみ）または「布都御魂」（ふつのみたま）という名前であると記されている。
現在は上述の布都斯魂剣と共に、石上神宮本殿内陣に御神体として奉安され祭られている。

## その他の十拳剣
山幸彦と海幸彦の説話では、山幸彦が海幸彦の釣り針を無くしてしまったため、自分の十拳剣を鋳潰して大量の針を作っている。
仲哀天皇の熊襲征伐の途次、岡県主の熊鰐、伊都県主の五十迹手がそれぞれ白銅鏡、八尺瓊と共に十握剣を差し出して降伏している。